# یاسپر پکونن
یونا یاسپِر پَکّونِن (فنلاندی: Joona Jasper Pääkkönen؛ ‏تلفظ در فنلاندی: [ˈjoːnɑ ˈjɑsper ˈpæːkːønen]) یک بازیگر اهل فنلاند است.
از فیلم‌ها یا مجموعه‌های تلویزیونی که وی در آن‌ها نقش داشته است، می‌توان به وایکینگ‌ها، ماتی: جهنم برای قهرمانان، هلسینکی، قلب یک شیر، اومرتا ۶/۱۲ و پسران بد اشاره نمود.